# Бусје
Бусје (фр. Bousies) насеље је и општина у североисточној Француској у региону Север-Па д Кале, у департману Север која припада префектури Авне сир Елп.
По подацима из 2011. године у општини је живело 1705 становника, а густина насељености је износила 172,57 становника/km². Општина се простире на површини од 9,88 km². Налази се на средњој надморској висини од 137 метара (максималној 156 m, а минималној 131 m m).

## Демографија
| 1962. | 1968. | 1975. | 1982. | 1990. | 1999. | 2011. |
| ----- | ----- | ----- | ----- | ----- | ----- | ----- |
| 1.885 | 1.895 | 1.814 | 1.723 | 1.717 | 1.683 | 1.705 |

График промене броја становника у току последњих година